# Screen Actors Guild Awards 2013

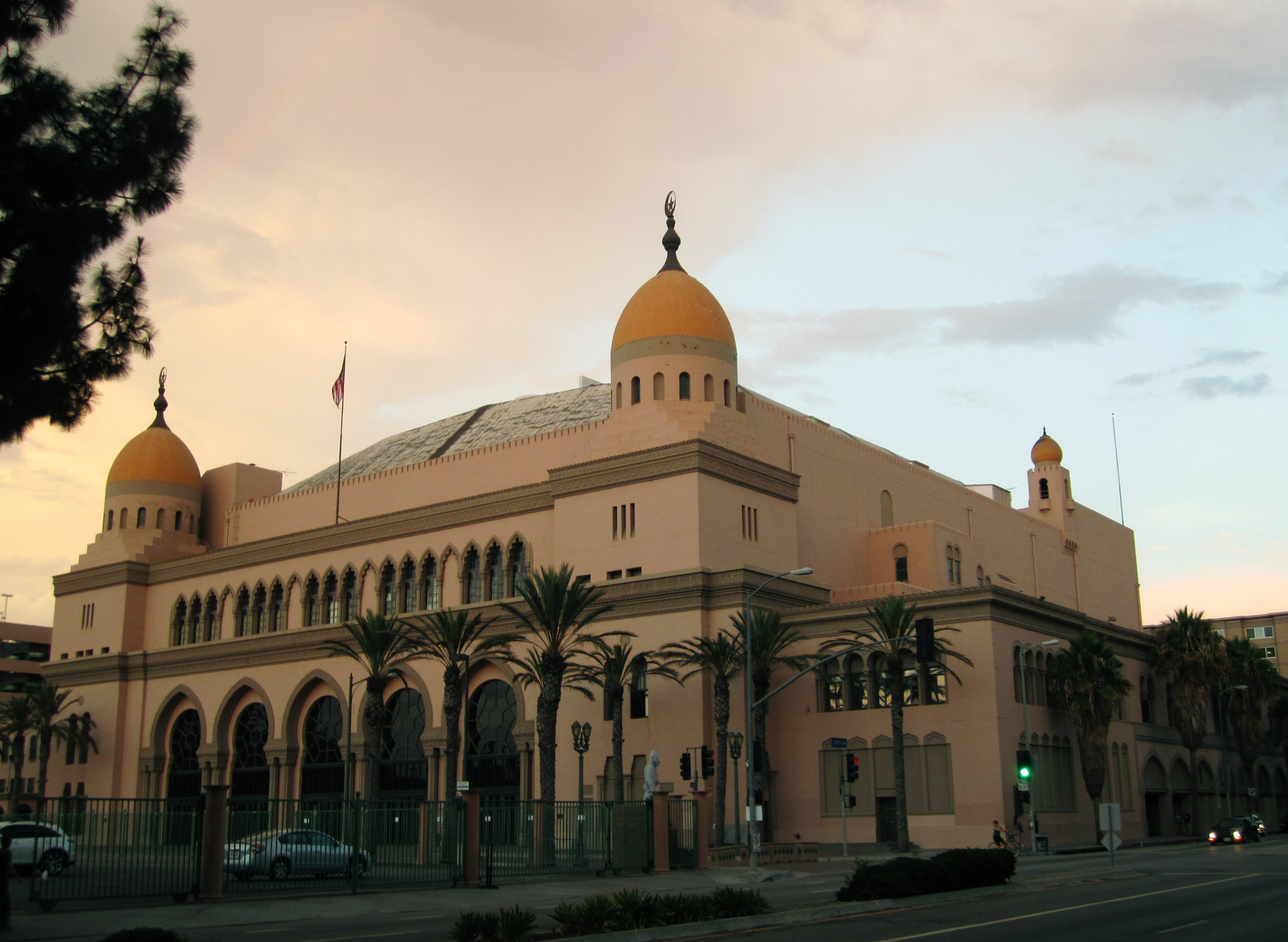
Das Shrine Exposition Center, Veranstaltungsort der Screen Actors Guild Awards 2013

Die 19. Verleihung der US-amerikanischen Screen Actors Guild Awards (englisch 19th Screen Actors Guild Awards), die die Screen Actors Guild jedes Jahr in den Bereichen Film (6 Kategorien) und Fernsehen (9 Kategorien) vergibt, fand am 27. Januar 2013 im Shrine Exposition Center in Los Angeles statt. Die so genannten SAG Awards ehren, im Gegensatz beispielsweise zum Golden Globe Award, nur Film-, Fernseh- und Ensembleschauspieler und gelten als Gradmesser für die bevorstehende Oscar-Verleihung. Gekürt wurden die Sieger von den Mitgliedern der Screen Actors Guild, der man angehören muss, um in den Vereinigten Staaten als Schauspieler zu arbeiten.
Die Nominierten waren am 12. Dezember 2012 im Silver Screen Theater des Pacific Design Centers in West Hollywood von den Schauspielern Busy Philipps und Taye Diggs bekanntgegeben worden. In den Vereinigten Staaten wurde die Verleihung live von den Kabelsendern TNT und TBS gezeigt.
Für sein Lebenswerk wurde der US-amerikanische Schauspieler Dick Van Dyke gewürdigt.

## Gewinner und Nominierte im Bereich Film
| Film                               | N | A |
| ---------------------------------- | - | - |
| Lincoln                            | 4 | 2 |
| Les Misérables                     | 4 | 1 |
| Silver Linings                     | 4 | 1 |
| Argo                               | 2 | 1 |
| James Bond 007: Skyfall            | 2 | 1 |
| Best Exotic Marigold Hotel         | 2 | 0 |
| The Sessions – Wenn Worte berühren | 2 | 0 |

### Bester Hauptdarsteller
Daniel Day-Lewis – Lincoln
Bradley Cooper – Silver Linings (Silver Linings Playbook)
John Hawkes – The Sessions – Wenn Worte berühren (The Sessions)
Hugh Jackman – Les Misérables
Denzel Washington – Flight

### Beste Hauptdarstellerin
Jennifer Lawrence – Silver Linings (Silver Linings Playbook)
Jessica Chastain – Zero Dark Thirty
Marion Cotillard – Der Geschmack von Rost und Knochen (De rouille et d’os)
Helen Mirren – Hitchcock
Naomi Watts – The Impossible (Lo imposible)

### Bester Nebendarsteller
Tommy Lee Jones – Lincoln
Alan Arkin – Argo
Javier Bardem – James Bond 007: Skyfall (Skyfall)
Robert De Niro – Silver Linings (Silver Linings Playbook)
Philip Seymour Hoffman – The Master

### Beste Nebendarstellerin
Anne Hathaway – Les Misérables
Sally Field – Lincoln
Helen Hunt – The Sessions – Wenn Worte berühren (The Sessions)
Nicole Kidman – The Paperboy
Maggie Smith – Best Exotic Marigold Hotel (The Best Exotic Marigold Hotet)

### Bestes Schauspielensemble
Argo

Ben Affleck, Alan Arkin, Kerry Bishé, Kyle Chandler, Rory Cochrane, Bryan Cranston, Christopher Denham, Tate Donovan, Clea DuVall, Victor Garber, John Goodman, Scoot McNairy und Chris Messina
Best Exotic Marigold Hotel (The Best Exotic Marigold Hotel)
Judi Dench, Celia Imrie, Bill Nighy, Dev Patel, Ronald Pickup, Maggie Smith, Tom Wilkinson und Penelope Wilton
Les Misérables
Isabelle Allen, Samantha Barks, Sacha Baron Cohen, Helena Bonham Carter, Russell Crowe, Anne Hathaway, Daniel Huttlestone, Hugh Jackman, Eddie Redmayne, Amanda Seyfried, Aaron Tveit und Colm Wilkinson
Lincoln
Daniel Day-Lewis, Sally Field, Joseph Gordon-Levitt, Hal Holbrook, Tommy Lee Jones, James Spader und David Strathairn
Silver Linings (Silver Linings Playbook)
Bradley Cooper, Robert De Niro, Anupam Kher, Jennifer Lawrence, Chris Tucker und Jacki Weaver

### Bestes Stuntensemble
James Bond 007: Skyfall (Skyfall)
The Amazing Spider-Man
Das Bourne Vermächtnis (The Bourne Legacy)
The Dark Knight Rises
Les Misérables

## Gewinner und Nominierte im Bereich Fernsehen
| Serie/Film                           | N | A |
| ------------------------------------ | - | - |
| Modern Family                        | 4 | 1 |
| 30 Rock                              | 3 | 2 |
| Breaking Bad                         | 3 | 1 |
| Downton Abbey                        | 3 | 1 |
| Game Change – Der Sarah-Palin-Effekt | 3 | 1 |
| Homeland                             | 3 | 1 |
| Boardwalk Empire                     | 3 | 0 |
| Hatfields & McCoys                   | 2 | 1 |
| The Big Bang Theory                  | 2 | 0 |
| Hemingway & Gellhorn                 | 2 | 0 |
| Mad Men                              | 2 | 0 |
| Nurse Jackie                         | 2 | 0 |

### Bester Darsteller in einem Fernsehfilm oder Miniserie
Kevin Costner – Hatfields & McCoys
Woody Harrelson – Game Change – Der Sarah-Palin-Effekt (Game Change)
Ed Harris – Game Change – Der Sarah-Palin-Effekt (Game Change)
Clive Owen – Hemingway & Gellhorn
Bill Paxton – Hatfields & McCoys

### Beste Darstellerin in einem Fernsehfilm oder Miniserie
Julianne Moore – Game Change – Der Sarah-Palin-Effekt (Game Change)
Nicole Kidman – Hemingway & Gellhorn
Charlotte Rampling – Ruhelos (Restless)
Sigourney Weaver – Political Animals
Alfre Woodard – Steel Magnolias

### Bester Darsteller in einer Dramaserie
Bryan Cranston – Breaking Bad
Steve Buscemi – Boardwalk Empire
Jeff Daniels – The Newsroom
Jon Hamm – Mad Men
Damian Lewis – Homeland

### Beste Darstellerin in einer Dramaserie
Claire Danes – Homeland
Michelle Dockery – Downton Abbey
Jessica Lange – American Horror Story (American Horror Story: Asylum)
Julianna Margulies – Good Wife (The Good Wife)
Maggie Smith – Downton Abbey

### Bester Darsteller in einer Comedyserie
Alec Baldwin – 30 Rock
Ty Burrell – Modern Family
Louis C.K. – Louie
Jim Parsons – The Big Bang Theory
Eric Stonestreet – Modern Family

### Beste Darstellerin in einer Comedyserie
Tina Fey – 30 Rock
Edie Falco – Nurse Jackie
Amy Poehler – Parks and Recreation
Sofía Vergara – Modern Family
Betty White – Hot in Cleveland

### Bestes Schauspielensemble in einer Dramaserie
Downton Abbey

Hugh Bonneville, Zoe Boyle, Laura Carmichael, Jim Carter, Brendan Coyle, Michelle Dockery, Jessica Brown Findlay, Siobhan Finneran, Joanne Froggatt, Iain Glen, Thomas Howes, Rob James-Collier, Allen Leech, Phyllis Logan, Elizabeth McGovern, Sophie McShera, Lesley Nicol, Amy Nuttall, David Robb, Maggie Smith, Dan Stevens und Penelope Wilton
Boardwalk Empire
Steve Buscemi, Chris Caldovino, Bobby Cannavale, Charlie Cox, Jack Huston, Patrick Kennedy, Anthony Laciura, Kelly Macdonald, Gretchen Mol, Vincent Piazza, Paul Sparks, Meg Steedle, Michael Stuhlbarg, Shea Whigham und Anatol Yusef
Breaking Bad
Jonathan Banks, Betsy Brandt, Bryan Cranston, Laura Fraser, Anna Gunn, RJ Mitte, Dean Norris, Bob Odenkirk, Aaron Paul, Jesse Plemons und Steven Michael Quezada
Homeland
Morena Baccarin, Timothée Chalamet, Claire Danes, Rupert Friend, David Harewood, Diego Klattenhoff, Damian Lewis, David Marciano, Navid Negahban, Jackson Pace, Mandy Patinkin, Zuleikha Robinson, Morgan Saylor, Jamey Sheridan und Hrach Titizian
Mad Men
Ben Feldman, Jay R. Ferguson, Jon Hamm, Jared Harris, Christina Hendricks, Vincent Kartheiser, Robert Morse, Elisabeth Moss, Jessica Paré, Teyonah Parris, Kiernan Shipka, John Slattery, Rich Sommer und Aaron Staton

### Bestes Schauspielensemble in einer Comedyserie
Modern Family

Aubrey Anderson-Emmons, Julie Bowen, Ty Burrell, Jesse Tyler Ferguson, Nolan Gould, Sarah Hyland, Ed O’Neill, Rico Rodriguez, Eric Stonestreet, Sofía Vergara und Ariel Winter
30 Rock
Scott Adsit, Alec Baldwin, Tina Fey, Judah Friedlander, Jane Krakowski, Jack McBrayer, Tracy Morgan und Keith Powell
The Big Bang Theory
Mayim Bialik, Kaley Cuoco, Johnny Galecki, Simon Helberg, Kunal Nayyar, Jim Parsons und Melissa Rauch
Glee
Dianna Agron, Chris Colfer, Darren Criss, Samuel Larsen, Vanessa Lengies, Jane Lynch, Jayma Mays, Kevin McHale, Lea Michele, Cory Monteith, Heather Morris, Matthew Morrison, Alex Newell, Chord Overstreet, Amber Riley, Naya Rivera, Mark Salling, Harry Shum junior und Jenna Ushkowitz
Nurse Jackie
Mackenzie Aladjem, Eve Best, Bobby Cannavale, Jake Cannavale, Peter Facinelli, Edie Falco, Dominic Fumusa, Arjun Gupta, Lenny Jacobson, Ruby Jerins, Paul Schulze, Anna Deavere Smith, Stephen Wallem und Merritt Wever
The Office
Leslie David Baker, Brian Baumgartner, Creed Bratton, Clark Duke, Jenna Fischer, Kate Flannery, Ed Helms, Mindy Kaling, Ellie Kemper, Angela Kinsey, John Krasinski, Jake Lacy, Paul Lieberstein, B. J. Novak, Oscar Nuñez, Craig Robinson, Phyllis Smith, Catherine Tate und Rainn Wilson

### Bestes Stuntensemble
Game of Thrones
Boardwalk Empire
Breaking Bad
Sons of Anarchy
The Walking Dead

## Preis für das Lebenswerk
- Dick Van Dyke